# تنوي
التنوّي هو أول مرحلة في عملية تشكيل طور ثيرموديناميكي جديد أو بنية جديدة عن طريق التجميع الذاتي أو التنظيم الذاتي، وهو مرحلة حساسة جداً تجاه وجود الشوائب.
يجب التمييز بين نمطين من التنوّي، وهما المتجانس واللامتجانس. يحدث التنوي المتجانس بعيداً عن سطح النظام، في حين أن التنوّي اللامتجانس يحدث على مواقع التنوي وذلك على سطح النظام.

## صفات مميزة
عادة ما يكون التنوي عملية تصادفية (عشوائية) لذلك حتى في نظامين متطابقين سيحدث التنوي في أوقات مختلفة. يتم توضيح آلية مشتركة في الرسوم المتحركة أسفل اليسار. يُظهر هذا نواة مرحلة جديدة (كما هو موضح باللون الأحمر) في مرحلة موجودة (أبيض). وفي الطور الحالي تظهر التقلبات المجهرية للطور الأحمر وتتحلل بشكل مستمر حتى يصبح التقلب الكبير غير المعتاد في الطور الأحمر الجديد كبيرًا جدًا بحيث يكون أكثر ملاءمة له للنمو بدلاً من الانكماش مرة أخرى إلى لا شيء. ثم تنمو نواة الطور الأحمر وتحول النظام إلى هذا الطور. النظرية القياسية التي تصف هذا السلوك لنواة مرحلة ديناميكية حرارية جديدة تسمى نظرية النواة الكلاسيكية. ومع ذلك، فشل CNT في وصف النتائج التجريبية لتحويل البخار إلى نواة سائلة حتى بالنسبة للمواد النموذجية مثل الأرجون بعدة مراتب من حيث الحجم.
بالنسبة لتنوي مرحلة ديناميكية حرارية جديدة، مثل تكوين الجليد في الماء أقل من 0 درجة مئوية، إذا لم يتطور النظام مع مرور الوقت وحدث التنوي في خطوة واحدة، فإن احتمال عدم حدوث التنوي يجب أن يخضع للانحلال الأسي. ويظهر هذا على سبيل المثال في نواة الجليد في قطرات الماء الصغيرة شديدة البرودة.

## أمثلة
- تتشكل الغيوم عندما يتكثف الهواء الرطب، وفي تلك الحالة تتنوّى قطرات صغيرة من الماء من الهواء فوق المشبع.[1]
- يعد التنوّي أول مرحلة في عملية التبلور.
- يمكن لفقاعات من غاز ثنائي أكسيد الكربون أن تتنوّى عندما تحدث عملية تنفيس ضغط لوعاء يحوي سائل مكربن.

## اقرأ أيضاً
- فرط الإحماء
- غرفة سحابية